# Gare centrale de Halle-sur-Saale
La gare centrale de Halle-sur-Saale est la principale gare de passagers de la ville de Halle-sur-Saale, dans le sud de la Saxe-Anhalt. Il est situé à l'est du centre-ville. En tant que gare du transport ferroviaire longue distance et régional, la gare principale de Halle est également le nœud de transport le plus important de la région et du sud de l'État de Saxe-Anhalt. Il est également intégré au réseau S-Bahn d'Allemagne centrale.
La gare est particulièrement fréquentée par les étudiants et les navetteurs. Environ 36 000 voyageurs et visiteurs sont dénombrés chaque jour. En 2015, jusqu'à 30 000 personnes sont entrées, sorties ou ont changé de train. 600 trains de voyageurs longue distance et locaux ainsi que le S-Bahn s'arrêtent à la gare. En 2021, environ 38 000 personnes entrent, sortent et visitent chaque jour. La gare est l'une des 16 gares dites « du futur » de la Deutsche Bahn, où des innovations sont testées.

## Installation

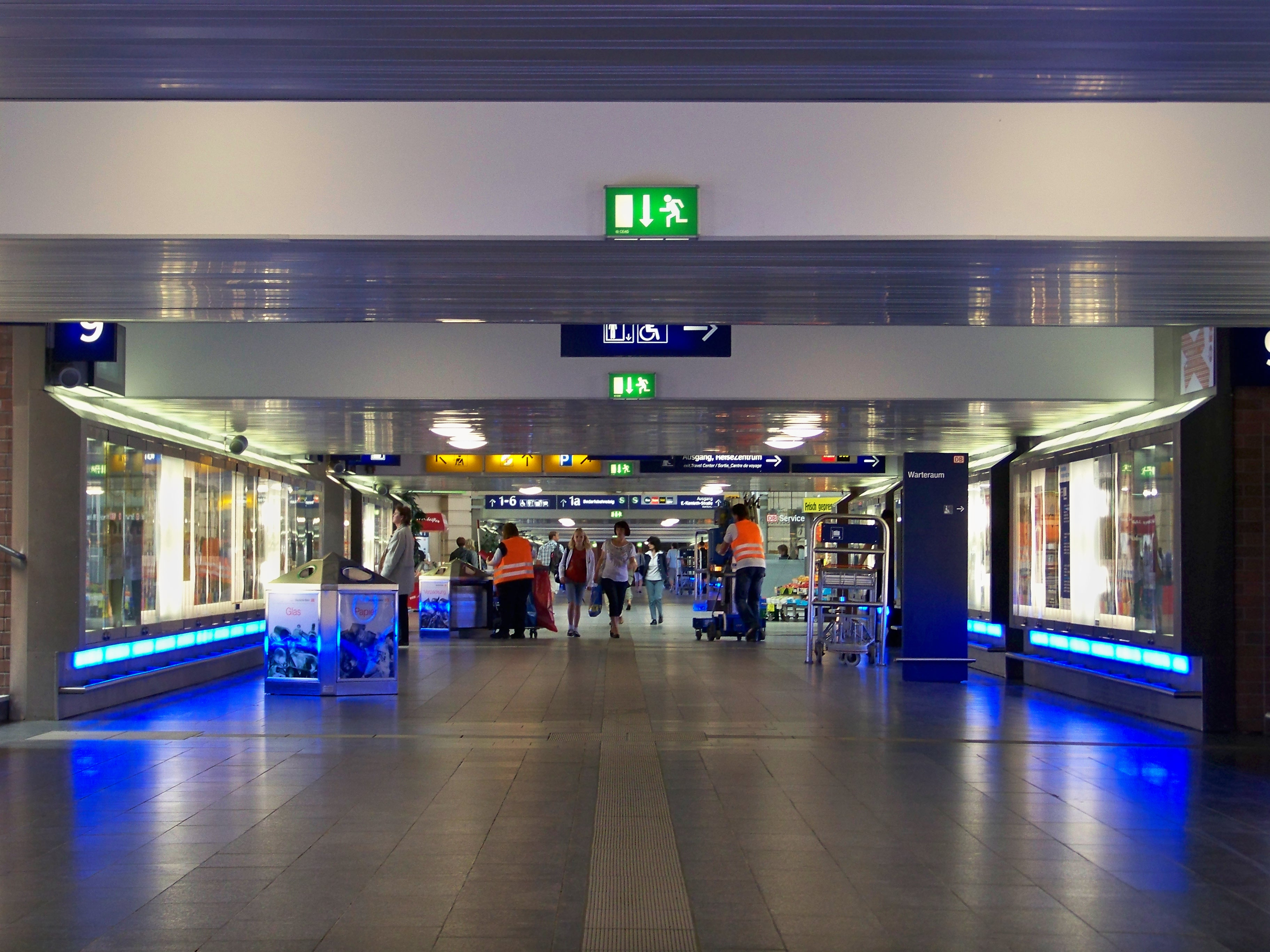
Passage souterrain pour passagers dans la gare (2009)

La gare centrale de Halle-sur-Saale est une gare insulaire. Le bâtiment d'accueil est situé au milieu entre les voies 7 et 8. La gare compte au total 13 voies à quai, dont 10 sont couvertes par des halls de gare. Il y a des petits commerces et des restaurants dans les halls de la gare. La gare de marchandises d'Halle-sur-Saale (de) est située au nord-est des voies de la gare de voyageurs.

## Histoire

### Les gares, précurseurs de la gare principale
Au milieu des années 1840, la Compagnie du chemin de fer de Magdebourg-Köthen-Halle-Leipzig (de) construit - initié par le conseiller municipal de l'époque Ludwig Wucherer (de), qui préconise un itinéraire de Magdebourg à Leipzig via Halle - la première gare d'Halle, qui est reconstruite entre 1845 et 1847 lors du raccordement du chemin de fer de Thuringe (de). La particularité de la ligne entre Magdebourg et Leipzig est qu'elle a été la première liaison ferroviaire transfrontalière de la Prusse via l'Anhalt-Köthen jusqu'à la Saxe et est considérée comme le deuxième chemin de fer longue distance allemand.

### Création de la gare principale

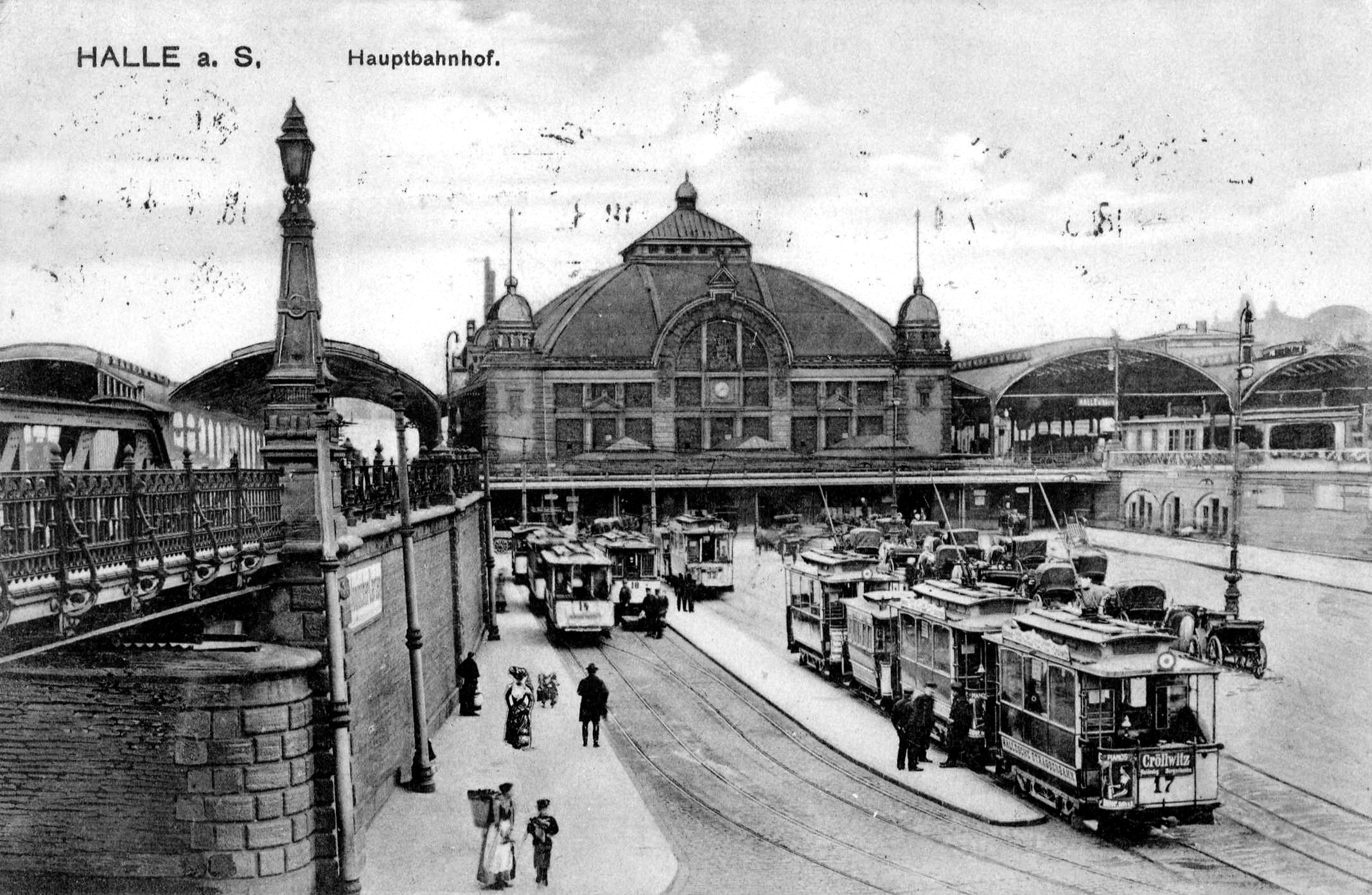
La gare principale sur une carte postale vers 1900

En raison de liaisons routières supplémentaires, la gare devient rapidement trop petite, mais elle ne peut pas être agrandie en raison de problèmes avec les différentes compagnies ferroviaires s'accordant sur un concept global. Le 8 octobre 1890, après la nationalisation d'une entreprise et après cinq ans de construction, la nouvelle gare voyageurs est inaugurée. Friedrich Peltz (de) se voit confier la conception et la construction.

### Rénovations à la gare principale

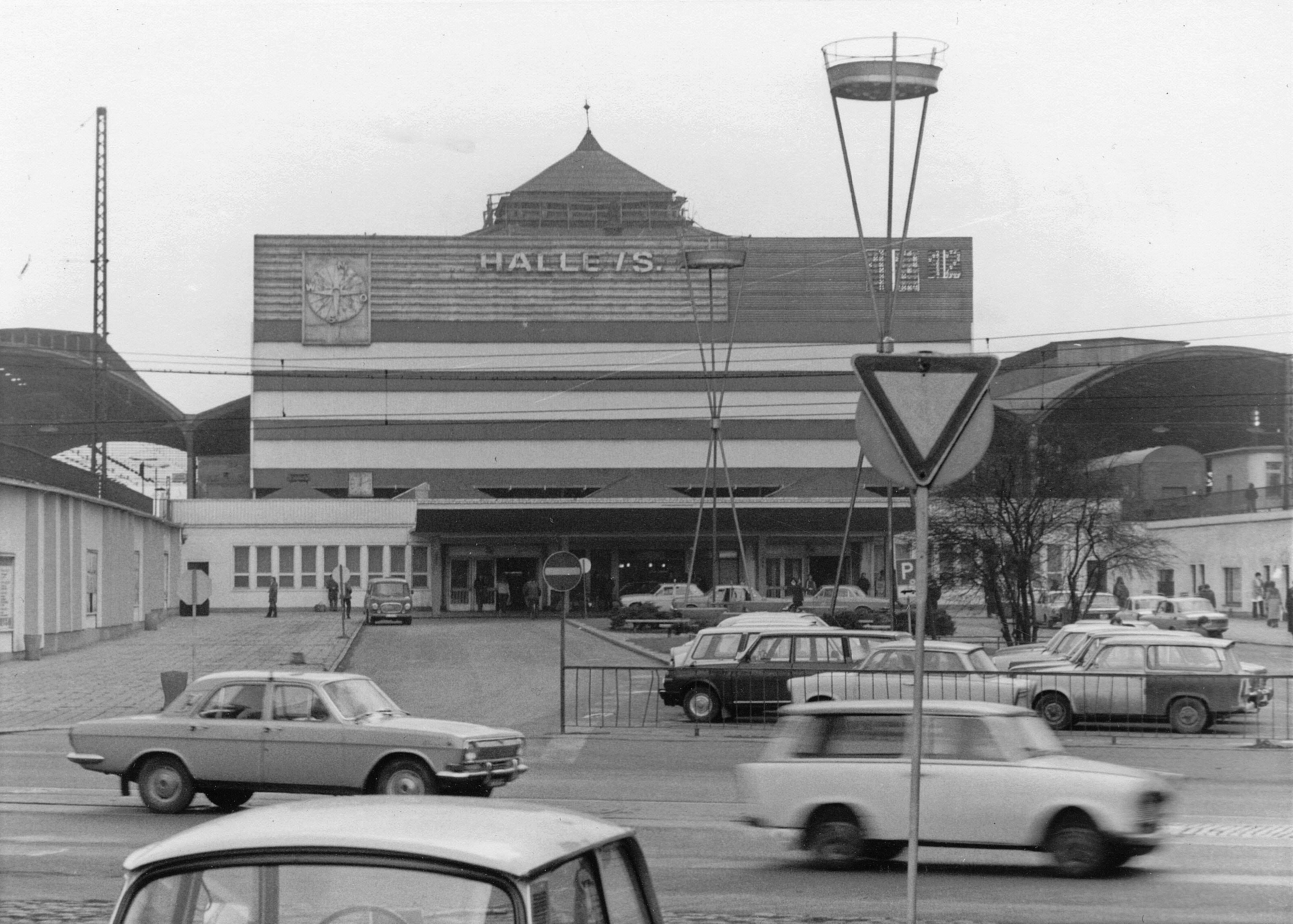
Bâtiment d'accueil avec l'ancienne courtine (mars 1984)

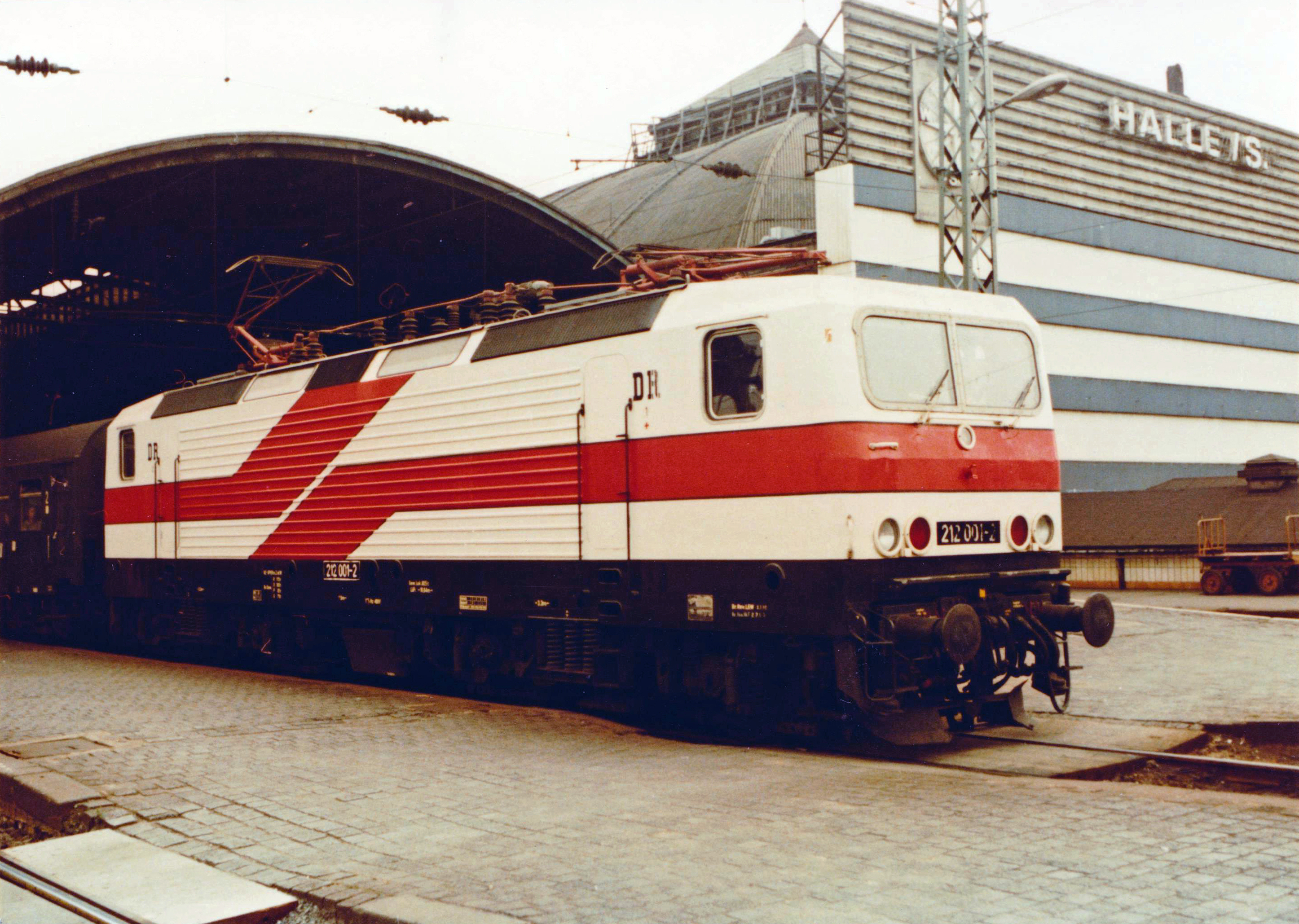
212001 à Halle devant une courtine bleue et blanche (septembre 1983)

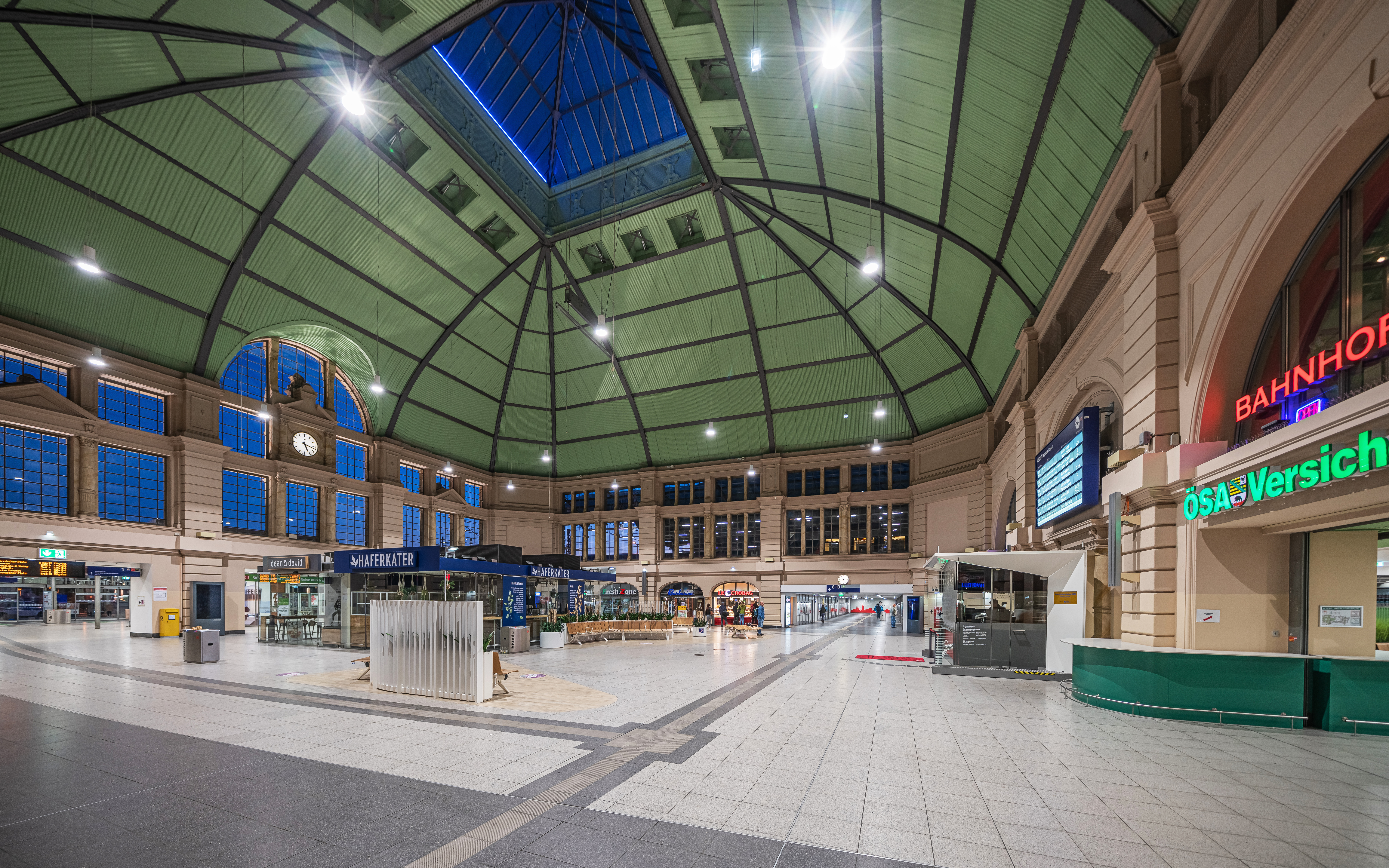
Vue intérieure du dôme (2024)

Le hall de la gare est épargné par les bombardements majeurs pendant la Seconde Guerre mondiale ; seules les salles à manger de première et de deuxième classe sont légèrement touchées par les bombes. En 1967, le S-Bahn est inauguré et un nouveau quai est ajouté du côté ouest. Il est construit à l'extérieur du hall de quai ouest sur une ancienne voie de locomotive, reçoit un toit de quai et est accessible sans obstacle depuis l'Ernst-Kamieth-Straße. De 1976 à 1993, des trains express urbains s'arrêtent à Halle. En 1967/68, le hall de la gare reçoit un mur-rideau en aluminium conforme à l'architecture de l'époque, qui donne au bâtiment d'accueil du parvis de la gare son aspect typiquement socialiste-moderne. Ce mur-rideau est de nouveau supprimé en 1984. Le hall du dôme, le vestibule et la salle à manger Est sont rénovés. Lorsque la Riebeckplatz est reconstruite en 1967 selon les idées d'une ville favorable aux voitures, les arrêts de tramway sont déplacés loin de la gare principale, sous les ponts routiers surélevés de ce qui était alors la Thälmannplatz. Le résultat est des conditions de transfert extrêmement défavorables avec de longs trajets. Ce n'est qu'en 2005 que ceux-ci sont à nouveau considérablement améliorés avec une nouvelle refonte de la Riebeckplatz et de la zone autour de la gare principale. En 2002, le bâtiment d'accueil est entièrement rénové, aménagé et équipé d'espaces de vente. Pour intégrer la nouvelle ligne Erfurt–Leipzig/Halle (de), actuellement en construction, la route d'accès sud est entièrement reconstruite sur une longueur de cinq kilomètres entre 2005 et 2011.
D'autres mesures d'agrandissement du nœud ferroviaire de Halle sont ensuite planifiées, avec un volume d'investissement d'environ 400 millions d'euros. Le 26 septembre 2012 a lieu le premier coup de pioche symbolique pour la construction du nouveau centre de formation ferroviaire de Halle, qui a coûté 146 millions d'euros. Une deuxième étape d'expansion comprend l'intégration au nord de la ligne d'extension Berlin-Halle/Leipzig (VDE 8.3) ainsi que le renouvellement des systèmes de voies et de lignes de contact dans la zone de la gare. Deux nouveaux postes de signalisation électroniques remplacent les 20 postes de signalisation précédents. Fin octobre 2012, le contrat de financement correspondant d'un montant de 252 millions d'euros est signé, dont 223 millions d'euros seront financés au niveau fédéral. D'autres accords de financement sont toujours en cours en juin 2013.
Le nœud ferroviaire est rénové depuis septembre 2014 pour plus de 500 millions d'euros. Entre autres choses, les lignes nouvelles et élargies ainsi que la gare de marchandises sont intégrées et tous les quais de la gare principale sont démolis et reconstruits. L'intégration dans les lignes à grande vitesse doit avoir lieu entre 2015 et 2017 et la gare principale elle-même doit être reconstruite en 2016 et 2017. Le projet, qui est reporté à plusieurs reprises pour des raisons financières, est considéré comme le plus grand projet d'infrastructure de la Deutsche Bahn en Saxe-Anhalt. La vitesse maximale autorisée dans le quartier de la gare pourrait être augmentée de 40 à 160 km/h
Début décembre 2013, la Deutsche Bahn lance un appel d'offres à l'échelle européenne comprenant, entre autres, le démantèlement de 28 kilomètres de voies et de 71 aiguillages ainsi que la construction de nouveaux 22 kilomètres de voies et 150 aiguillages. Les mesures doivent être mises en œuvre entre août 2014 et mars 2017.
Dans le cadre d'une fermeture complète de cinq jours, quatre kilomètres de voies et 54 nouveaux aiguillages sont mis en service le 28 novembre 2015. Cela permet de contourner le côté Est, qui doit être reconstruit en premier. Dans l'horaire annuel 2016, le côté Est de la gare principale est fermé et reconstruit pendant un an ; dans l'horaire annuel 2017, le côté ouest devait suivre. La rénovation doit être achevée en 2018.
Le 2 mai 2016, la Deutsche Bahn annonce un retard dans la construction. L’état des creux de la voie du côté Est s’avère pire que prévu. Celui-ci ne doit désormais être achevé que fin 2017 et le côté ouest doit ensuite être reconstruit d'ici fin 2019. Une plate-forme temporaire supplémentaire et des connexions de commutation supplémentaires sont destinées à améliorer la qualité de fonctionnement. Cette plate-forme temporaire 13a est construite sur la voie de la rocade fret 6349 (Halle Gbf, Hg12 - Halle Hbf Al). Lors de la rénovation du côté Est, il n'est accessible que via la Delitzscher Straße. Les coûts des deux phases de construction, attribuées en août 2014 pour 49 millions d'euros, s'élevent début juillet 2016 à 84 millions d'euros, en tenant compte de l'inflation. Lors de la rénovation, le toit en porte-à-faux court dans la zone des escaliers de la plate-forme 11/12, qui n'est construite que pendant la Seconde Guerre mondiale (après la rénovation 12/13), est complètement éliminé.

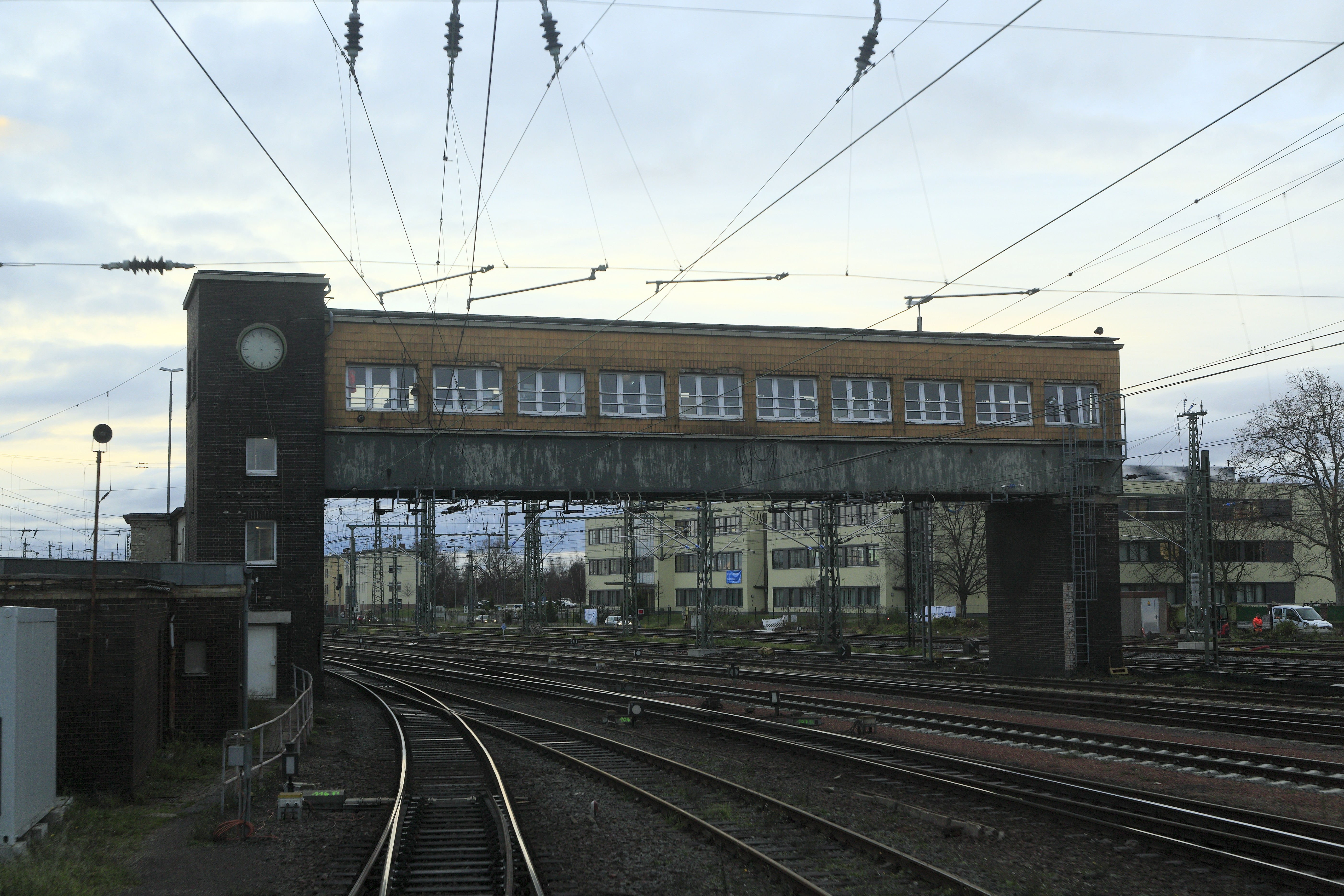
Boîte de signalisation Hp 5 (décembre 2015)

Un point de repère frappant de la station est le poste de signalisation du pont Hp 5 situé à l'approche sud. Il s'agit d'un poste de signalisation électromécanique de conception 1912. Le bâtiment est démoli le 22 mai 2017 dans le cadre d'une fermeture complète du carrefour de Halle. Du 22 novembre 2017 à 22 heures jusqu'au matin du 30 novembre 2017, le carrefour ferroviaire est fermé afin de mettre en service le poste de signalisation électronique et le côté Est de la gare aménagé (voies 8 à 13). Le côté ouest (voies 2 à 6) est ensuite fermé pour poursuite de la reconstruction. Pendant la construction, les voies 1 et 1a seront utilisées par le S3 du S-Bahn Mitteldeutschland et le Harz-Elbe-Express
Les voies des quais 4 à 7 (auparavant 3 à 6) sont remises en service le 2 décembre 2019. Le nœud est partiellement bloqué du 25 au 28 novembre 2019 (matin) puis complètement bloqué jusqu'au 2 décembre 2019 (matin). Les voies 1 à 3 (anciennement 1a, 1 et 2) sont ensuite reconstruites, et dans le cadre d'une fermeture définitive et complète du carrefour entre le 14 et le 17 janvier 2021, elles sont mises en service le 17 janvier 2021 à 18 heures,
La liaison initialement prévue du trafic longue distance de Berlin à Erfurt et de Magdebourg à Leipzig sur une plate-forme commune dans chaque direction, comprenant une entrée et une sortie sans niveau, est abandonnée pour des raisons de coûts
Dans la zone de la gare, Halle Saale Hbf (Ouest) est l'un des cinq centres d'itinéraires ETCS (de) pour les nouveaux itinéraires du projet de transport allemand Unité no 8
La région de Halle doit être équipée de postes de signalisation numériques et d'ETCS d'ici 2030 dans le cadre du « paquet de démarrage » Digital Schiene Deutschland, dans le cadre du corridor de réseau central RTE Scandinavie-Méditerranée. Un appel d'offres pour les services de planification ne trouve aucun participant approprié à l'automne 2022
L'alliance pro-Rail (de) désigne la gare « Gare de l'année (de) » 2023 dans la catégorie des grandes gares urbaines

## Liaisons de transport

### Transport longue distance
Avec un total de 146 arrivées et départs réguliers par jour en trafic longue distance, la gare principale est le quatrième nœud le plus important du réseau Deutsche Reichsbahn dans l'horaire d'été 1989
Halle est desservie par divers trains express urbains entre 1976 et 1991. La gare est actuellement située à l'intersection des liaisons Berlin-Erfurt et Dresde-Magdebourg. Halle est régulièrement reliée au réseau de transport longue distance de la Deutsche Bahn via deux lignes Intercity et quatre lignes Intercity Express. Depuis décembre 2018, deux trains circulent sur la ligne ICE 91, la première liaison internationale sur la nouvelle ligne Erfurt-Halle. En outre, certains trains d'autres lignes IC et ICE s'arrêtent également à Halle et commencent ou finissent ici. Les deux lignes interurbaines 55 et 56 consolident le service entre Leipzig et Hanovre à un service horaire. La ligne ferroviaire Berlin-Halle est agrandie jusqu'en 2006. Depuis le 13 décembre 2015, la ligne à grande vitesse Erfurt-Leipzig/Halle circule à la gare de Halle-Ammendorf, au sud de Halle, pour le trafic longue distance en direction d'Erfurt.
Depuis le 15 décembre 2019, les trains de la ligne 10 Berlin-Stuttgart du FlixTrain s'arrêtent à la gare centrale de Halle. Cette connexion est temporairement interrompue en mars 2020.
En 2017, 3 200 personnes montent et descendent chaque jour des transports longue distance ; en 2018, ce chiffre s’élève à 5000
| Ligne  | Trajet | Cycle (min)           | Matériel            | Remarque          | EVU                                           |
| ------ | --- | --------------------- | ------------------- | ----------------- | --------------------------------------------- |
| ICE 8  | Berlin – Halle – Erfurt – Nuremberg – Munich | 120                   | ICE 3               | ICE Sprinter (de) | DB Fernverkehr (de)                           |
| ICE 11 | Berlin – Halle – Erfurt – Francfort-sur-le-Main (– Mannheim – Stuttgart – Munich)                                                                             | une paire de trains   | ICE-T, ICE 4        |                   | DB Fernverkehr (de)                           |
| ICE 15 | Berlin – Halle – Erfurt – Francfort-sur-le-Main (– Darmstadt – Mannheim – Sarrebruck)                                                                         | 120                   | ICE-T, ICE 3 (de)   | ICE Sprinter      | DB Fernverkehr (de)                           |
| ICE 18 | (Kiel–) Hambourg – Berlin – Bitterfeld (de) – Halle – Erfurt – Bamberg (de) – Nuremberg – Munich                                                              | 120                   | ICE 1, ICE 4        |                   | DB Fernverkehr (de)                           |
| ICE 22 | Berlin Gesundbrunnen – Berlin Hbf – Halle – Erfurt – Francfort-sur-le-Main – Aéroport de Francfort-sur-le-Main – Mannheim – Karlsruhe ( – Baden-Baden – Bâle) | une paire de trains   | ICE 4               |                   | DB Fernverkehr (de)                           |
| ICE 29 | Munich – Nuremberg – Erfurt – Halle – Berlin Südkreuz – Berlin Hbf (– Hamburg Hbf – Hambourg-Altona)                                                          | 120                   | ICE 3 (de)          | ICE Sprinter      | DB Fernverkehr (de)                           |
| ICE 91 | (Hamburg) – Berlin – Halle – Erfurt – Cobourg (de) – Nuremberg – Passau – Linz (de) – Saint-Pölten – Vienne                                                   | deux paires de trains | ICE-T               |                   | DB Fernverkehr (de), ÖBB-Personenverkehr (de) |
| IC 17  | Vienne – Passau – Nuremberg – Iéna-Paradies (de) – Halle – Leipzig – Berlin – Neustrelitz (de)– Warnemünde                                                    | une paire de trains   | IC 2 (Stadler KISS) |                   | DB Fernverkehr (de), ÖBB-Personenverkehr (de) |
| IC 55  | Dresde – Leipzig – Halle – Magdebourg – Brunswick – Hanovre – Dortmund – Cologne – Bonn – Mayence – Mannheim – Heidelberg – Stuttgart (– Offenbourg)          | 120                   | IC2, ICE-1          |                   | DB Fernverkehr (de)                           |
| IC 56  | Leipzig – Halle – Magdebourg – Brunswick – Hanovre – Brême – Oldenbourg – Leer – Emden (– Norddeich Mole)                                                     | 120                   | IC2                 |                   | DB Fernverkehr (de)                           |
| IC 57  | Leipzig – Halle – Magdebourg – Stendal – Wittenberge (de) – Schwerin (de) – Bützow (de) – Rostock (– Warnemünde (de))                                         | deux paires de trains | IC2, ICE-T          |                   | DB Fernverkehr (de)                           |
| FLX 10 | Stuttgart – Heidelberg – Francfort-sur-le-Main-Sud – Fulda – Erfurt – Halle – Berlin Hbf                                                                      | deux paires de trains |                     |                   | Flixtrain                                     |
| 12 N   | Prague – Bad Schandau (de) – Dresde – Leipzig – Halle – Erfurt – Francfort-sur-le-Main – Karlsruhe – Fribourg-en-Brisgau – Bâle Bad Bf – Bâle SBB – Zurich    | une paire de trains   |                     |                   | ČD                                            |

| Origine                     | Arrêt précédent | Train | Train | Train | Arrêt suivant   | Destination |
| --------------------------- | --------------- | ----- | ----- | ----- | --------------- | ----------- |
| Paris-Est ou Bruxelles-Midi | Erfurt Hbf      |       | NJ    |       | Berlin-Südkreuz | Berlin Hbf  |

### Transports régionaux et S-Bahn
| Ligne                       | Trajet | Trajet | Cycle (min)                                                                                                   | EVU                   |
| --------------------------- | --- | --- | --- | --------------------- |
| RE 3                        | Halle – Bitterfeld – Wittemberg (de) – Jüterbog (de) – Berlin – Eberswalde (de) – Greifswald (de) – Stralsund     | Halle – Bitterfeld – Wittemberg (de) – Jüterbog (de) – Berlin – Eberswalde (de) – Greifswald (de) – Stralsund     | trains individuels                                                                                            | DB Regio Nordost (de) |
| RE 4                        | Halle – Könnern (de) – Aschersleben – Halberstadt (de) – Wernigerode – Vienenburg (de) – Goslar (de)              | Halle – Könnern (de) – Aschersleben – Halberstadt (de) – Wernigerode – Vienenburg (de) – Goslar (de)              | 120 | start (de)            |
| RE 8                        | Halle – Eisleben – Sangerhausen (de) – Berga-Kelbra (de) – Nordhausen (de) – Leinefelde (de)                      | Halle – Eisleben – Sangerhausen (de) – Berga-Kelbra (de) – Nordhausen (de) – Leinefelde (de)                      | 120 | abellio (de)          |
| RE 9                        | Halle – Eisleben – Sangerhausen – Nordhausen – Leinefelde – Cassel-Wilhelmshöhe                                   | Halle – Eisleben – Sangerhausen – Nordhausen – Leinefelde – Cassel-Wilhelmshöhe                                   | 120 | abellio (de)          |
| RE 16                       | Halle – Mersebourg (de) – Weißenfels (de) – Naumbourg (de)                                                        | Halle – Mersebourg (de) – Weißenfels (de) – Naumbourg (de)                                                        | 060 | abellio (de)          |
| RE 24                       | Halle – Könnern – Sandersleben (de) – Aschersleben – Gatersleben – Halberstadt                                    | Halle – Könnern – Sandersleben (de) – Aschersleben – Gatersleben – Halberstadt                                    | 120 | start                 |
| RE 30                       | Halle – Köthen (de) – Calbe (de) – Schönebeck – Magdebourg                                                        | Halle – Köthen (de) – Calbe (de) – Schönebeck – Magdebourg                                                        | 060 | DB Regio Südost (de)  |
| RB 25                       | Halle – Mersebourg – Weißenfels – Naumbourg – Iéna-Paradies – Orlamünde (de) – Saalfeld (de)                      | Halle – Mersebourg – Weißenfels – Naumbourg – Iéna-Paradies – Orlamünde (de) – Saalfeld (de)                      | 060 | abellio               |
| RB 47                       | Halle – Halle-Trotha (de) – Könnern – Baalberge (de) – Bernbourg (de) – Calbe                                     | Halle – Halle-Trotha (de) – Könnern – Baalberge (de) – Bernbourg (de) – Calbe                                     | 060 (Halle–Könnern) 120 (Könnern–Calbe)                                                                       | start                 |
| S 3                         | Halle-Nietleben – Halle-Südstadt – Halle – Schkeuditz – Leipzig – Leipzig-Stötteritz (de) – Wurzen – Oschatz (de) | Halle-Nietleben – Halle-Südstadt – Halle – Schkeuditz – Leipzig – Leipzig-Stötteritz (de) – Wurzen – Oschatz (de) | 030 (Halle-Nietleben–Wurzen) trains individuels (Wurzen–Oschatz)                                              | DB Regio Südost       |
| S 5                         | Halle – Aéroport de Leipzig/Halle – Leipzig – Markkleeberg – Altenbourg (de) – Gößnitz (de) – Zwickau (de)        | Halle – Aéroport de Leipzig/Halle – Leipzig – Markkleeberg – Altenbourg (de) – Gößnitz (de) – Zwickau (de)        | 060 (Halle–Altenbourg) 120 (Altenbourg–Zwickau)                                                               | DB Regio Südost       |
| S 5X                        | Halle – Aéroport de Leipzig/Halle – Leipzig – Markkleeberg – Altenburg – Gößnitz – Zwickau                        | Halle – Aéroport de Leipzig/Halle – Leipzig – Markkleeberg – Altenburg – Gößnitz – Zwickau                        | 060 | DB Regio Südost       |
| S 7                         | Halle – Halle-Südstadt – Teutschenthal – Röblingen – Eisleben (– Sangerhausen)                                    | Halle – Halle-Südstadt – Teutschenthal – Röblingen – Eisleben (– Sangerhausen)                                    | 060 (Halle–Eisleben) trains indivduels (Eisleben–Sangerhausen)                                                | abellio               |
| S 8                         | Halle – Landsberg – Bitterfeld –                                                                                  | Wolfen – Dessau (de)                                                                                              | 030 (Halle–Bitterfeld Mo–Fr) 060 (Halle–Bitterfeld Sa–So) 120 (Bitterfeld–Dessau) 120 (Bitterfeld–Wittenberg) | DB Regio Südost       |
| S 8                         | Halle – Landsberg – Bitterfeld –                                                                                  | Gräfenhainichen – Wittemberg (– Jüterbog)                                                                         | 030 (Halle–Bitterfeld Mo–Fr) 060 (Halle–Bitterfeld Sa–So) 120 (Bitterfeld–Dessau) 120 (Bitterfeld–Wittenberg) | DB Regio Südost       |
| S 9                         | Halle – Peißen – Delitzsch (de) – Krensitz – Eilenbourg (de)                                                      | Halle – Peißen – Delitzsch (de) – Krensitz – Eilenbourg (de)                                                      | 060 (Mo–Fr) 120 (Sa–So)                                                                                       | DB Regio Südost       |
| S 11                        | Halle – Mersebourg – Braunsbedra – Mücheln – Querfurt (de)                                                        | Halle – Mersebourg – Braunsbedra – Mücheln – Querfurt (de)                                                        | 060 | DB Regio Südost       |
| S 47                        | Halle – Halle Zoo – Halle-Trotha                                                                                  | Halle – Halle Zoo – Halle-Trotha                                                                                  | 060 | DB Regio Südost       |
| Situation: 15 décembre 2024 | | | |                       |

## Liaisons de transport en centre-ville

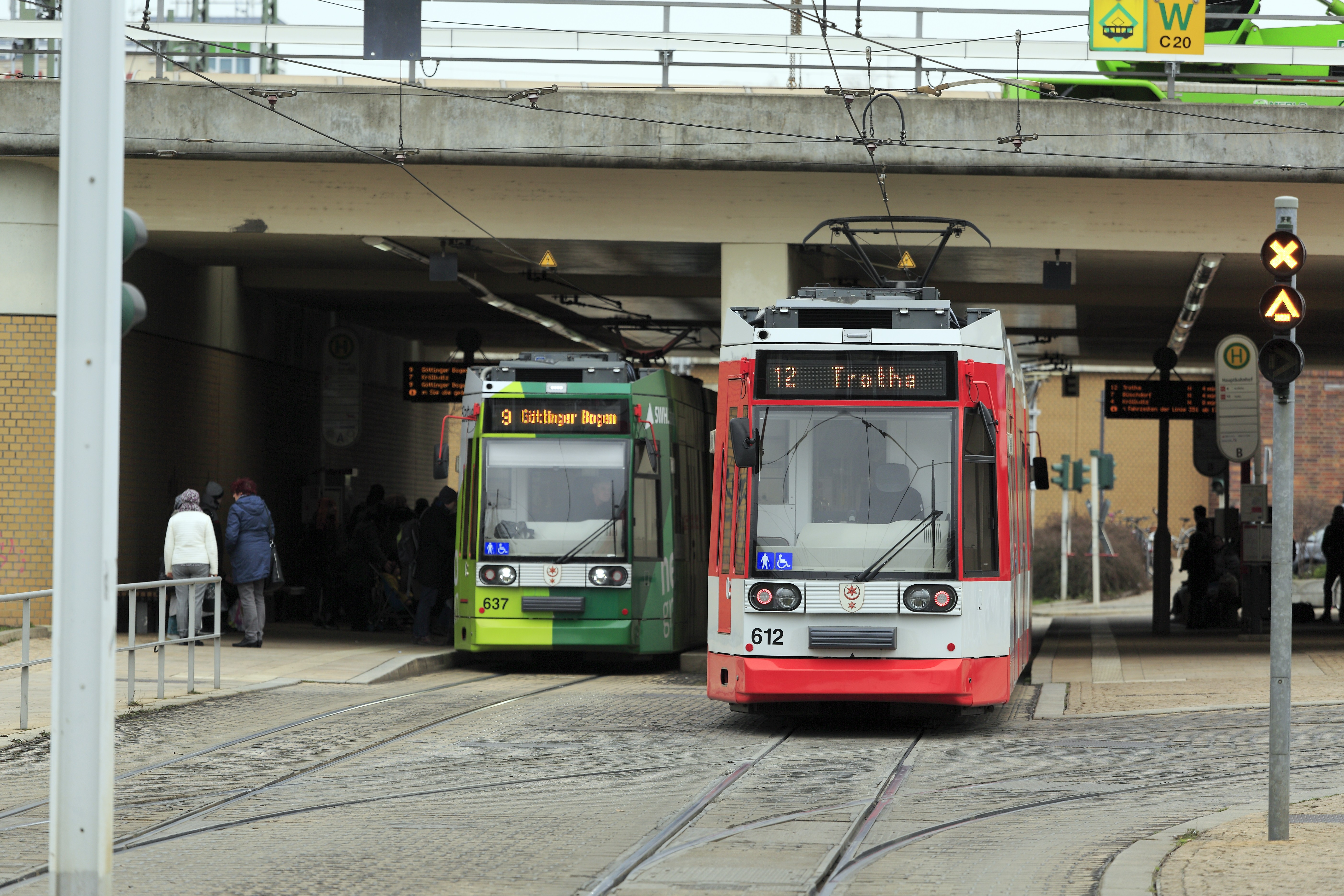
Parvis de la gare avec traversée de tramways

En termes de transports publics locaux, la gare principale est reliée aux lignes de tramway 2, 5, 7, 9 et 12 ainsi qu'aux lignes de bus urbains HAVAG (de) 30 et 44. Les arrêts de tramway se trouvent du côté ouest à côté du quai 1 (lignes 2 et 5) et sur la Delitzscher Straße sous les ponts du côté ouest (lignes 7, 9 et 12). Il existe une connexion via Schkopau, Mersebourg et Leuna jusqu'à Bad Dürrenberg via la ligne de tramway Halle-Bad Dürrenberg (de) avec la ligne 5. La gare routière centrale de la ville est située à la sortie ouest de la gare.

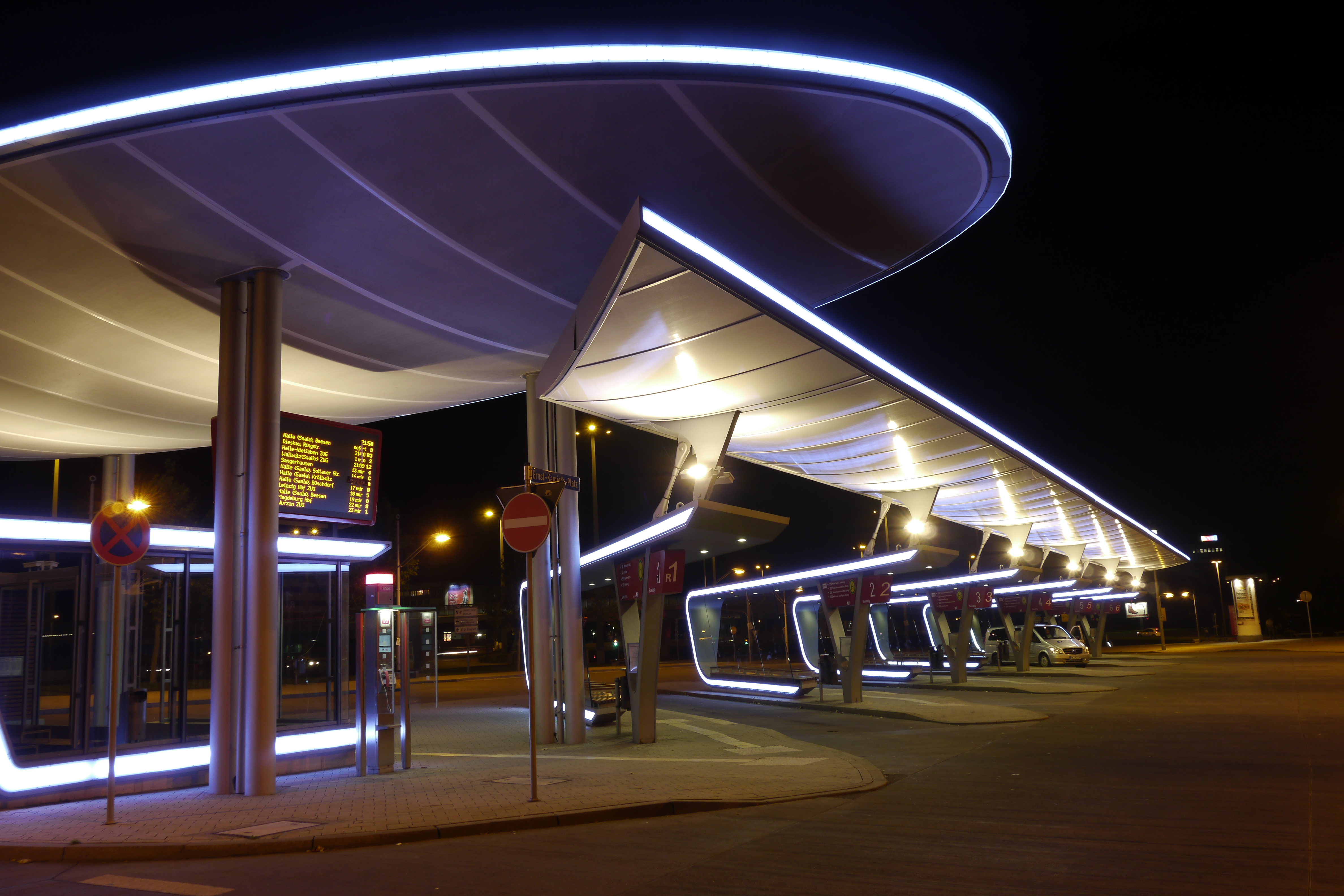
Gare routière centrale (ZOB)

La gare de Halle (S) Hbf est située près de la Riebeckplatz (de), l'un des carrefours les plus fréquentés d'Allemagne de l'Est . Il y a des routes à plusieurs voies au nord (Landesstraße 50, ancienne B 6 vers A 14), sud (B 6 en direction de Leipzig, B 91 vers Mersebourg et A 38), Ouest (B 80 jusqu'à Halle-Neustadt et Eisleben). À l'est, il y a une autre connexion avec l'A 14.